# Кориско
Кориско (ісп. Corisco) — острів у Гвінейській затоці Атлантичного океану, належить Екваторіальній Гвінеї. Розташовується за 29 км на південний захід від Мбіні (континентальної частини країни). Площа 14 км², висота до 35 м.

## Історія

### Колоніальний період
До відкриття європейцями острів Кориско був практично безлюдним, хоча рибалки з континенту часто його відвідували, але будь-яких постійних поселень тут так і не створили.
Для європейців острів Кориско був відкритий в 1472 році португальською експедицією під командуванням Фернандо По (Fernão do Pó), який до цього відкрив острів Біоко.
У 1648 році Португалія створює на Кориско компанію, що спеціалізується на работоргівлі, яка фактично захоплює острів і будує на ньому форт Пунта-Джоко. Згодом португальці на свої карти стали цей острів наносити саме під цією назвою. Кориско компанія підтримувала тісні взаємини з місцевими царьками континентальних африканських держав, які поставляли їй рабів, тому бізнес компанії протягом століть процвітав.
У 1778 році за положенням Договору в Ель-Пардо острів Кориско відійшов до Іспанії, яка розмістила тут невеликий військовий гарнізон.
з 1859 по 1875 рр. під іспанський гарнізон потім передаються на острів Малий Елобей.
Залишки форту Пунта-Джоко були використані в 1885 році для будівництва католицької місії на Кориско.
В цілому, Іспанія мало звертала увагу на Кориско. На початку XX століття він увійшов до складу колоніальної адміністрації Елобей, Аннобон та Кориско.

### Період незалежності
У 1968 році з набуттям незалежності Екваторіальною Гвінеєю острів увійшов до складу її територій.
У 1981 році компанією «Ельф Аквітанія» біля узбережжя острова Корюско були виявлені запаси нафти, розробка яких почалася на початку нинішнього століття.
Наразі острів Кориско хоча і знаходиться в складі Республіки Екваторіальна Гвінея, але територіальна приналежність прилеглих районів продовжує оскаржуватися Габоном.

## Відомі уродженці
- Ракель Ілонбе (1938—1992) — поетеса.